# Monasterio de la Victoria
El monasterio de la Victoria es un antiguo convento de la localidad española El Puerto de Santa María, erigido a principios del siglo XVI por los señores de la entonces villa, los duques de Medinaceli. Entre 1886 y 1981 albergó las instalaciones del Penal de El Puerto de Santa María. Actualmente se encuentra restaurado y su uso se destina a albergar diversos actos culturales y oficiales, como el del acto de despedida a Rafael Alberti en 1999.
Aunque es difícil de precisar por falta de documentos que lo acrediten debido a los distintos saqueos al que fue sometido el monasterio a lo largo de su existencia, fue levantado en el siglo XVI, hacia el año 1504 y que el fin de las obras fue en el año 1517. Fue fundado por Juan de la Cerda, entregado a la Orden de los mínimos de San Francisco que lo mantuvieron durante tres siglos y medio. Este monasterio es de estilo gótico.
El 27 de diciembre de 2013, fue declarado Lugar de la Memoria Histórica por los sucesos acontecidos en él durante la guerra civil y primeros años de la dictadura franquista.

## Historia
El monasterio de la Victoria se funda en una zona situada a extramuros de la ciudad medieval, hacia el noroeste,  en el camino entre Cádiz y Jerez de la Frontera. Los duques de Medinaceli, junto a un pequeño caño, conocido como del Molino, establecen el lugar para el monasterio, como reza en una lápida fundacional situada a los pies de la iglesia, rodeado de las tierras de labor que en su origen serían atendidas por los propios monjes.
Las obras iniciadas por los monjes mínimos de San Francisco de Paula, responden al prototipo de fundación abacial de los monjes blancos de San Bernardo. Lo conservado de la obra original del monasterio, la iglesia, su torre campanario, el claustro, la sacristía con el oratorio y las salas capitulares, se ajustan de forma precisa al modelo de las obras del Cister. En 1935 se realizaron intervenciones en las que desaparecieron el refectorio, los artesonados mudéjares del lado sur y la portada ojival lateral.
Las obras del monasterio de la Victoria se iniciaron el 7 de junio de 1504, entregándose a la orden de los Mínimos el 12 de octubre de 1517. En esta primera fase se levantaron la iglesia con sus portadas, la torre con su escalera original, exceptuando el cuerpo de campanas, y el sector sur de la parte baja del claustro y, a partir de 1517 y hasta 1545, el resto de la planta baja del claustro y el refectorio primitivo. Al finalizar el siglo XVI, ya en estilo renacentista, se construyeron los dormitorios del lado este y el segundo cuerpo del claustro y también el segundo cuerpo de la torre, la portería y las dependencias domésticas.
En el siglo XVIII se labró la sala capitular, diseñada en 1699 en estilo gótico. Entre finales del XVIII y principios del XIX debió completarse el ala sur, que hasta entonces solo estaría ocupada por la portería.
Entre los artífices que participaron en su construcción destacan Alonso o Alfonso Rodríguez, que trabaja en la catedral de Sevilla entre 1502 y 1513, en las iglesias de Santa María de Carmona y en la de Santiago de Alcalá de Guadaíra, y el ingeniero militar Cristóbal de Rojas, durante su estancia en la bahía gaditana poco después de 1600.

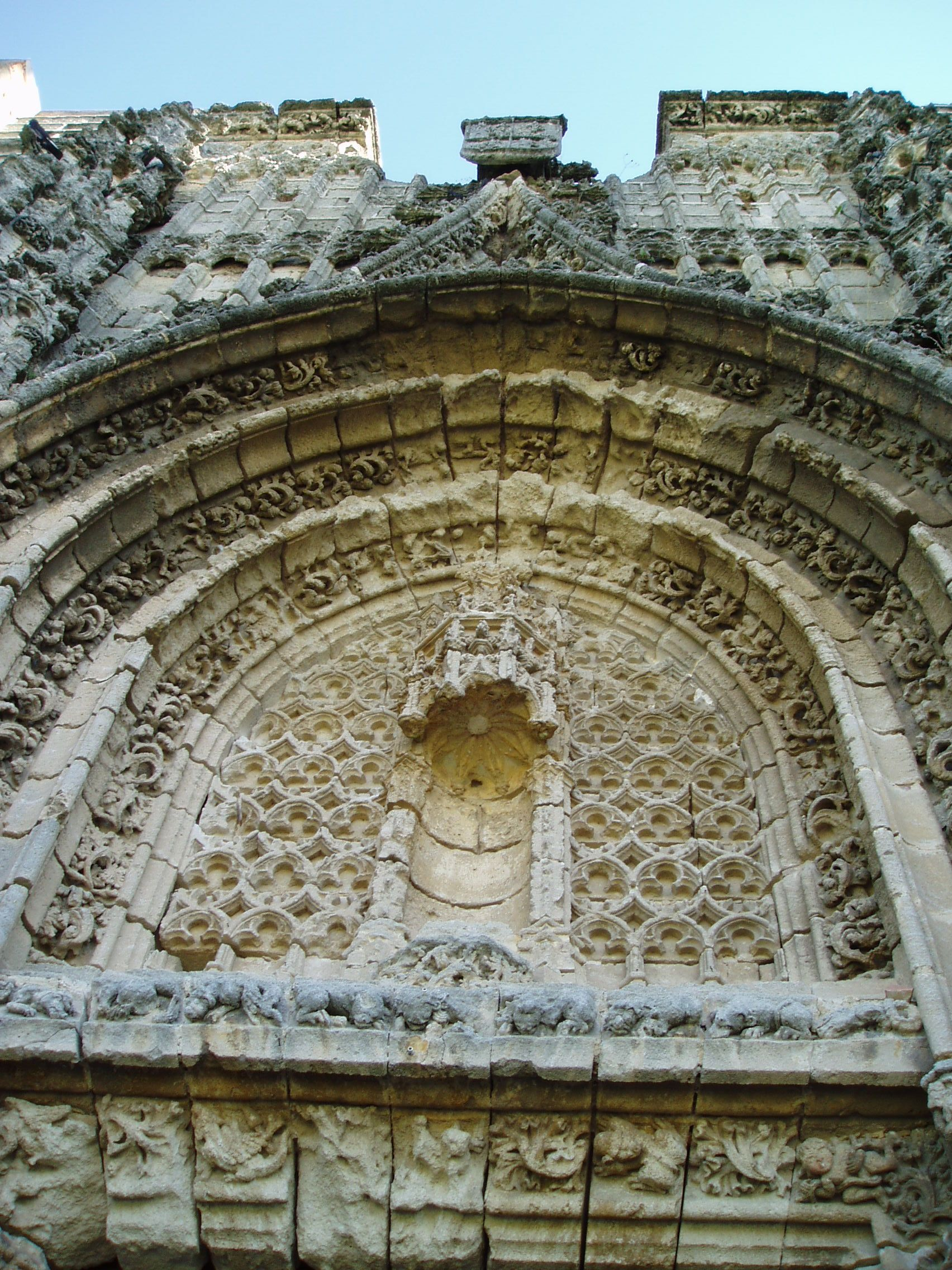
Detalle de la portada gótica del Monasterio de la Victoria.

## Descripción del conjunto
El conjunto constructivo que se conserva en la actualidad forma una unidad bastante homogénea desde un punto de vista espacial al estar englobado todo en una misma edificación. De este modo, iglesia, claustro y dependencias anexas quedan definidos en un bloque de planta más o menos rectangular. Los exteriores resultan muy austeros. Los muros carecen de ornamentación, habiendo desaparecido la crestería que los remataba y quedando apenas restos de la portada lateral del lado del Evangelio. Como único vestigio exterior a este conjunto resta una edificación alargada de planta rectangular, situada al este junto a la carretera N-IV, que sería el resto de una de las alas perimetrales del desaparecido edificio penitenciario.
El conjunto se percibe unitariamente pero mostrando una cierta independencia entre iglesia y claustro a pesar de su unión. Del templo sobresale la portada, de composición ojival, de traza simple y decoración minuciosa, que actualmente presenta serias mutilaciones en la parte alta.
Su diseño, concebido a modo de retablo, posee abundantes elementos decorativos en estilo gótico. Se encuentra enmarcada por estribos  labrados a modo de finos baquetones coronados por pináculos y el tímpano, situado sobre el dintel de la puerta, se cierra con arco ojival peraltado centrado por un dosel vacío que se remata a su vez con arco conopial y con el escudo de los de la Cerda: el castillo y el león rampante de las armas reales de Castilla y las tres flores de lis de Francia; todo entre baquetones y relieves de fina tracería. El dintel es de influencia renacentista, además del cuerpo superior del claustro y el coro alto de la iglesia. El profuso conjunto ornamental del acceso se completa con abundantes y minuciosos elementos geométricos, vegetales, zoomórficos y humanos, que se consideran influencia de la Catedral de Sevilla.

### Iglesia
La iglesia es de una sola nave, consta de cuatro tramos cubiertos por bóvedas ojivales de terceletes, con espinazo a todo lo largo que sirve de enlace de las claves de los arcos diagonales y perpiaños; a los pies se ubica el coro, apoyado sobre bóveda muy plana y arco carpanel. Existen ocho capillas laterales, cuatro a cada lado, y la capilla ducal, ubicada a la derecha del muro del Evangelio y comunicada con la iglesia.
Cada una de las capillas laterales que se abren a la nave presentan arcos apuntados ligeramente abocinados con columnillas en las jambas. Todas tenían advocación propia. La capilla mayor, situada en la cabecera de la iglesia, es planta cuadrada y de la misma anchura que la nave de la iglesia, de la que queda diferenciada por su bóveda estrellada y por la decoración del arco toral con arquillos trilobulados en los lados. Inicialmente estaba destinada a acoger el panteón familiar de los Medinaceli. En esta zona la cornisa de la nave se convierte en moldura sencilla que asciende para conformar el alféizar de las tres ventanas que a ella se abren. En el siglo XVIII estaba dotada de un retablo, obra de Francisco Bruno Borrego Pérez de Baeza. Esta capilla mayor estuvo separada del resto de la iglesia por una gran reja. En ella fue enterrada la hija mayor del duque fundador, Isabel de la Cerda, en una sepultura rodeada a su vez por su correspondiente reja.

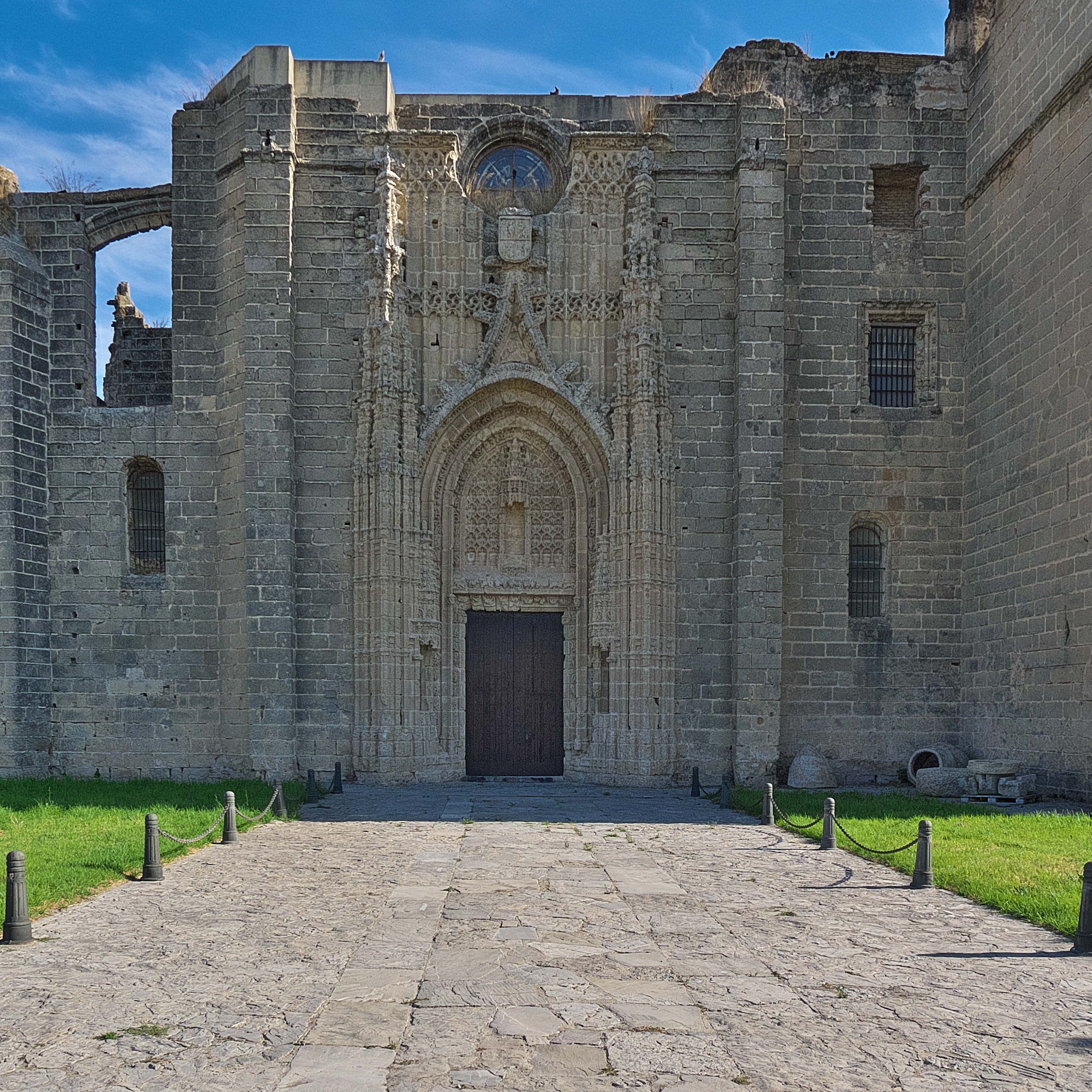
Portada de la iglesia.

El templo se ilumina por medio de parejas de ventanales por tramo, ocho en total, además de los tres de la capilla mayor y el óculo de los pies del templo. Solo conservan su tracería los vanos de la nave de la Epístola a pesar de estar cegados, mientras que los de la a nave del Evangelio la han perdido. Estos vanos conforman arcos apuntados con baquetoncillos en las jambas y tímpanos de tracería sobre finos parteluces. Solo el último se cubre con tracería continua a modo de celosía. La capilla del Santo Cristo o Ducal es la más notable tras la capilla mayor. Su emplazamiento es privilegiado y su formato resulta excepcional para la norma que se repite en esta iglesia. Fue destinada a enterramientos de frailes hasta 1620, fecha en que se destinó a recibir el cadáver de doña Juana de Altamirano e incluso acogió en 1671, de manera temporal, al séptimo duque. Consta de dos tramos y comunica con la capilla mayor. Durante algún tiempo fue utilizada como sacristía, función de la que se conservó el aguamanil.
La cuarta capilla del lado del Evangelio a partir de los pies de la iglesia, contigua a la anterior, estaba dedicada a San Juan. Fue concedida en 1523 a don García de la Cerda y su esposa, doña Mayor Benítez. En 1536 se la dotó de retablo y reja, siendo en 1620 donada al convento por el duque Nicolás de Córdoba y de la Cerda.
La tercera capilla o de Nuestra Señora fue otorgada, con anterioridad a 1544, a don Sancho de Valmaseda y a su esposa, doña Elvira de Torres. En 1663 fue concedida por el duque don Antonio Luis a la colonia de franceses de El Puerto de Santa María, trasladándose allí la imagen de su patrono, San Luis Rey de Francia, antes ubicada en el monasterio franciscano de la ciudad.
La segunda capilla se dedicó a San Ildefonso y se llamó de la Puerta Chica, al comunicar con el acceso lateral de la iglesia, aunque pronto debió quedar condenada y su portada quizás inacabada. El duque la concedió a don Juan Rodríguez Calderón y sus herederos.
La primera capilla de la nave del Evangelio tiene acceso desde la bóveda del coro. Refleja múltiples enterramientos, debido a la práctica de dar sepultura en ella a los hermanos de Nuestra Señora de la Soledad, cofradía fundada en 1566. En este ángulo se anexionó exteriormente al muro occidental de la iglesia, la capilla de la Soledad, labrada ya en estilo barroco. Dispuso de acceso independiente y si comunicó con el interior del templo no han quedado huellas de su acceso, quedando de la misma solo trazos de su engarce al edificio principal, como una pilastra almohadillada con fragmento de entablamento y el arranque de un arco coronado por un florón. La Hermandad de la Soledad usó esta capilla hasta 1868 en que se trasladó a la Prioral.
La primera capilla del lado de la Epístola, también con acceso bajo la bóveda del coro, se denominó del Pozo y fue concedida en 1620 a la Cofradía de la Santísima Humildad y Paciencia de Cristo. En 1722 se completó con una reja. Contó con retablos dedicados a Santa Bárbara y San Lázaro.
La segunda capilla se dedicó a San Roque. Fue entregada a don Baltasar Cubián y más tarde a don Francisco Irisarri Echevarri. Presenta indicios de diferentes sepulturas.
La tercera, dedicada a la Santísima Trinidad, fue conocida como capilla del Púlpito. Tras haber correspondido a don Juan Pérez de Lorriaga y a su esposa, doña Catalina Ramos, los duques la donaron en 1684 a don Pedro de Esquivel. Más tarde fue concedida al gremio de Mareantes.
La cuarta capilla de este lado de la Epístola estuvo dedicada a San Francisco de Paula, fundador de los Mínimos. En 1571 pertenecía a don Esteban Blanqueto y su esposa. En un documento de 1684 aparece mencionada como lugar de entierro de la familia ducal, con lo que amplía la nómina de posibles espacios dedicados a tal fin, junto a los citados de la capilla mayor y la del Santo Cristo o Ducal.
Todas las capillas se comunican entre sí mediante vanos de arco ojival de diferente tamaño. Queda una estancia en el lado de la Epístola, junto a la capilla mayor y equivalente a la capilla del Santo Cristo, en la que todos sus vanos están tapiados, salvo una pequeña puerta en la comunicación de la iglesia con el claustro.
A los pies del templo se sitúa el coro, elevado sobre un gran arco rebajado con bóveda estrellada. Dispone de tribuna sobre arco de escasa curva con impostas de altura desigual. También conserva unos ventanales muy labrados. Su estructura constructiva es de arbotantes y botareles.

### Claustro

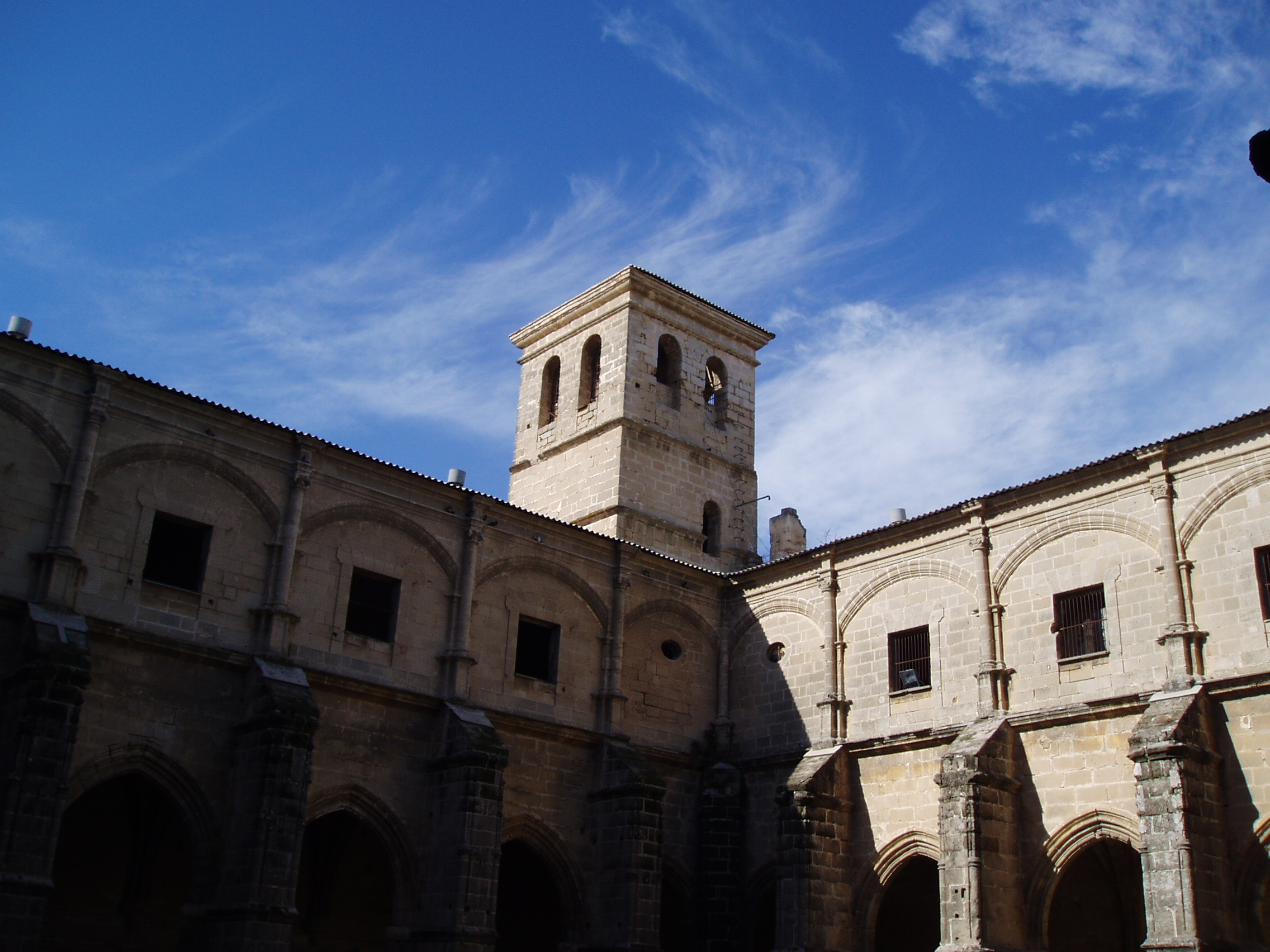
Claustro del monasterio, antiguo Penal del Puerto.

Anexo a la iglesia se ubica el claustro y sus dependencias, girando y ordenándose alrededor del espacio central. La traza ha sido atribuida a fray Juan Bosco, de la Orden de San Francisco, y a Alonso Rodríguez. Consta de dos plantas y se cierra en sus cuatro frentes por galerías con bóvedas de crucería abiertas mediante arcadas apuntadas sobre contrafuertes y con angostos pasajes en su interior.
En la planta superior, las finas columnas clásicas, los balaustres y los arcos rebajados, delatan una fecha de construcción posterior ya en estilo renacentista, habiéndose acabado una de sus galerías en estilo barroco. Su esquema general es de cuatro corredores o galerías, cada uno de siete tramos abovedados y cinco arcos abiertos a toda luz al patio, ofreciendo la particularidad de ir aquellos en disminución del centro a los extremos. Las claves, impostas y demás elementos arquitectónicos, están ricamente decorados en estilo gótico, siendo de gran interés en la planta baja del claustro la serie de medallas de santos que adornan el ámbito de poniente. En la decoración de las bóvedas, capiteles, impostas, claves los ricos elementos platerescos con el escudo de la casa ducal. Los cuatro frentes del piso inferior descansan sobre arcos ojivales peraltados apoyados en enormes contrafuertes de dos cuerpos, perforados en su parte inferior por un vano enmarcado por un arco conopial. Las aristas del cuerpo superior están talladas con columnillas rematadas por finos pináculos que no alcanzan su parte más alta. El contrafuerte central de la cara norte presenta, en el cuerpo superior, el escudo con las armas de los Medinaceli. En la cara oeste se conserva un reloj solar, en posición más elevada, entre los fingidos pináculos.
Las galerías renacentistas de la planta superior constan de arcos escarzanos sobre columnas toscanas con capiteles jónicos, asentados sobre un pretil simple sin decoración y con cabezas de équidos que reemplazan a las volutas de los capiteles. El corredor es de estilo barroco, se construyó en 1703 y presenta pilastras en vez de columnas, aunque mantiene el mismo trazado en su arquería. Los huecos del claustro alto se encuentran tabicados y perforados por ventanas.
Según acuerdo de 24 de diciembre de 1699, Francisco de Guindos, maestro mayor de la ciudad, se comprometía a la construcción de la Sala Capitular que se encuentra en la planta baja del ala norte del claustro. Actualmente dicha sala está formada por cuatro estancias cubiertas por bóvedas de crucería y con ventanales adintelados. Comunica con la iglesia mediante una estancia cubierta con bóveda de crucería muy rebajada que sirve de soporte a la inconclusa tribuna ducal. Aunque existe discrepancia sobre la ubicación de la sacristía, probablemente ocupó inicialmente la referida estancia, equivalente en el lado de la Epístola a la del Santo Cristo, pasando después a la sala contigua de un solo cuerpo de bóveda, situada a la izquierda del ala norte del claustro. La ubicación del refectorio no ha sido localizada con seguridad.

### Monasterio
Las bóvedas del monasterio se clasifican en dos tipologías: las nervadas, estrelladas o de crucería con terceletes y las de crucería simple. Las primeras constan de bóveda estrellada con tramos curvos, con la plementería formando hiladas redondas alrededor del polo. Un ejemplo es la que cubre la capilla mayor. Otro ejemplo diferente es la que cubre el coro bajo. Las otras bóvedas de crucería simple se encuentran en las naves de la iglesia y son de tres claves. En las esquinas de las galerías del claustro las bóvedas son de cuatro claves y en la capilla ducal y salas capitulares, de cinco claves.
El contraste entre el esbelto perfil de la iglesia y la recia silueta del claustro tiene su punto de unión en la torre, que corona todo el conjunto. Este elemento debe su formación actual a una obra realizada en los inicios del siglo XVIII, cuando se recreció el primer cuerpo gótico de la obra primigenia. La torre, que servía de campanario, sobresale del conjunto por su remate con tejado a cuatro aguas. Interiormente se divide en dos cuerpos. El primero se cubre con bóveda de crucería de terceletes muy decorada. El superior se abre al exterior por pares de vanos alargados de medio punto que habrían de albergar las campanas. Se desconoce si la torre original no llegó a rematarse o hubo de reconstruirse parcialmente en 1695, fecha en que consta la labra de su parte más alta. Actualmente ha perdido la escalera original y el antepecho de tracería ciega que la coronaba. El templo tuvo, además del imafronte, una fachada lateral de la que se conservan escasos restos, compuesta de una puerta adintelada con marco de tracería ojival sencilla con doselete en la parte superior. Las dependencias domésticas ocupaban el flanco oriental del conjunto, aunque han desaparecido por completo. En la fachada sur, cerca de la torre de la iglesia, se encontraba la portería.

## Secularización del conjunto
La secularización del conjunto conventual supuso la desaparición de sus imágenes sagradas. Entre ellas se han identificado la de Nuestra Señora de la Soledad, perteneciente a la cofradía de su nombre, tallada en Madrid en 1637, la del Santísimo Cristo de la Humildad, posiblemente coetánea a la anterior y la imagen de Nuestra Señora de la Victoria, que se encontraba en el Hospital de San Juan de Dios tras ser retirada de su retablo. Durante su uso penitenciario, la iglesia del llamado entonces «Penal del Puerto», fue empleada como nave de talleres, pero al producirse desprendimientos de la techumbre a causa de las filtraciones de la lluvia, fue desalojada y abandonada. Este proceso de desplome paulatino fue más acusado en el coro alto, que ha perdido piezas de cantería esculpida, por lo que ha sido reforzado con un andamio metálico. No obstante, el arco exterior del coro acabó desplomándose en 1969. Otras alteraciones sustanciales se llevaron a efecto en el claustro donde se introdujeron divisiones arbitrarias, principalmente en las crujías sur y este, al objeto de atender las necesidades de la nueva utilidad penitenciaria. Se construyeron forjados intermedios, algunos de los cuales, como los del ala sur, alcanzaron cuatro niveles, mientras que en el lado oriental se añadió un piso intermedio con la consiguiente destrucción de su bóveda. Los elementos ornamentales de la galería norte del claustro muestran notables desperfectos ocasionados en buena medida por la erosión de la piedra caliza. Otro espacio muy alterado se encuentra en el extremo norte del ala oriental del claustro. En la actualidad se encuentra vacío desde el pavimento al techo del edificio, pero en sus muros se identifican huellas de las escaleras que hubieron de conformar este módulo de comunicaciones entre los diferentes pisos. Finalmente cabe reseñar la elevación del nivel de uso de la planta inferior, a resueltas de los efectos del terremoto de Lisboa de 1755.
En el siglo XX y asociadas a las obras de penitenciaría, destacan algunas intervenciones importantes en el edificio monacal, las cuales consistieron en la inserción de nuevos forjados en las crujías perimetrales del claustro, creando entreplantas y desmontando bóvedas originales, como sucede en el ala oriental. Estos nuevos forjados se resolvieron con una viguería metálica que sostiene bovedillas de ladrillo. Por su volumen, cabe dar cuenta de la inserción de fábricas de ladrillo recreciendo y formalizando las coronaciones de los muros de la iglesia y claustro para actuar en las cubiertas. En concreto, en las últimas intervenciones realizadas en las crujías del patio, se construyó un forjado de hormigón armado de amplio vuelo que sustituyó a la estructura de cerchas metálicas del antiguo penal. Por último, dentro de las numerosas obras de los últimos años destaca la reconstrucción de la escalera del primer cuerpo de la torre.
El nivel inferior del monasterio posee solados de las baldosas de hormigón de distinto formato y terminación; así sucede con el suelo de la iglesia, sacristía o galerías bajas del claustro. La superficie del patio se resuelve con albero. El resto de dependencias, sobre todo en las crujías perimetrales del claustro, están terminadas con baldosas cerámicas, de terrazo, etc. Todas ellas de muy diversas características. En los últimos años el monasterio ha sufrido obras de adaptación para albergar usos culturales. Así, las estancias abiertas al patio del claustro en planta baja han sido habilitadas para servir como salas de exposiciones, proyecciones o conferencias, cerrándose con carpinterías de vidrio.